# The Hoax
The Hoax (prt: Golpe Quase Perfeito; bra: O Vigarista do Ano) é um filme estadunidense de 2006, do gênero comédia dramático-biográfica, dirigido por Lasse Hallström, com roteiro de William Wheeler baseado no livro The Hoax, de Clifford Irving.
A trama centra-se na autobiografia que Irving supostamente ajudou Howard Hughes a escrever. Muitos dos eventos que Irving descreveu em seu livro foram alterados ou completamente eliminados do filme, sobre o que o autor diria mais tarde: "Fui contratado pelos produtores como conselheiro técnico para o filme, mas depois de ler o roteiro final eu pedi que o meu nome fosse removido dos créditos."

## Sinopse
No início dos anos 1970, o escritor Clifford Irving está prestes a publicar um manuscrito para a editora McGraw-Hill. Tudo parece ser uma formalidade, mas no último momento Andrea Tate diz-lhe que a publicação é cancelada devido ao parecer negativo de um crítico literário influente. Terrivelmente desapontado, Irving anuncia para Andrea que vai escrever o livro do século: a autobiografia do excêntrico bilionário Howard Hughes.

## Elenco
- Richard Gere como Clifford Irving
- Alfred Molina como Richard Suskind
- Marcia Gay Harden como Edith Irving
- Hope Davis como Andrea Tate
- Julie Delpy como Nina van Pallandt
- Stanley Tucci como Shelton Fisher
- Eli Wallach como Noah Dietrich